# Parastrangalis nakamurai
Parastrangalis nakamurai är en skalbaggsart som först beskrevs av Hayashi 1960.  Parastrangalis nakamurai ingår i släktet Parastrangalis och familjen långhorningar.
Artens utbredningsområde är Taiwan. Inga underarter finns listade i Catalogue of Life.